# ПКМ-1
ПКМ-1 «Вітер-М» (від рос. Переносной Комплект Минирования) — радянський комплекс дистанційного мінування. Призначений для оперативної установки протипіхотних та протитанкових мінних полів, у тому числі й прямо в ході бойового зіткнення.

## Комплектність та принцип дії
У комплект включається пускова установка, підривна машинка ПМ-4, дві котушки з кабелем по 50 метрів та сумки для транспортування та зберігання. Пускова установка допускає використання замість підривної машинки ПМ-4 будь-якого джерела струму силою струму 1 ампер і напругою 3-6 вольт.
Приєднуючи касету з мінами до установки, замикаються контактні пари касети та установки. Під час подачі електросигналу пускова установка спрацьовує, в касеті підривається вихідний заряд і міни розкидаються на відстані до 30-35 метрів.

## Тактико-технічні характеристики
Можливе застосування разом із мінами:
- ПФМ-1 та ПФМ-1С у касетах КСФ-1 або КСФ-1С
- ПОМ-1 у касетах КСВ-1
- ПОМ-2 у касетах КПОМ-2
- ПТМ-3 у касетах КПТМ-3
- ПТМ-1 у касетах КПТМ-1

Дальність закидання мін, м — 30-35
Довжина еліпса розсіювання мін, м — 18-20
Ширина еліпса розсіювання мін, м — 8-10
Повна маса комплекту, кг — 2,6
Розрахунок, чол. — 1
Час підготовки установки до застосування, хв — 5